# Macheras
Macheras National Forest Park – jeden z dziesięciu obszarów chronionych noszących nazwę National Forest Parks na Cyprze, zarazem także obszar Natura 2000. Znajduje się w środkowej części wyspy, we wschodniej części pasma gór Trodos. Zajmuje 4523,6 ha i podlega ochronie od 22 grudnia 2004. Przez obszar przepływają dwa większe strumienie Pediaios i Yialias oraz znajdują się w jego obrębie źródła strumieni Pentaschinos i Maroni. Obszar pokrywają głównie lasy z sosną kalabryjską Pinus brutia oraz lasy i zarośla innych gatunków, w tym z endemitem cypryjskim – dębem olcholistnym Quercus alnifolia. Występuje tu ok. 600 gatunków roślin, w tym 27 endemitów nie spotykanych poza wyspą. Bogata fauna obejmuje spośród ssaków takie gatunki jak: lis rudy Vulpes vulpes, zając szarak Lepus europaeus i stepojeż uszaty Hemiechinus auritus dorotheae. Stwierdzono tu liczne gatunki węży i jaszczurek oraz bezkręgowce, w tym endemiczne dla Cypu motyle. Z rzadkich gatunków ptaków występuje tu m.in.: orzeł południowy Hieraaetus fasciatus oraz endemity cypryjskie: pokrzewka cypryjska Sylvia melanothorax, białorzytka cypryjska Oenanthe cypriaca, sosnówka rdzawa Parus ater cypriotes, syczek zwyczajny Otus scops cyprius, a poza tym: sójka zwyczajna Garrulus glandarius, góropatwa azjatycka Alectoris chukar i grzywacz Columba palumbus.
W obszarze znajduje się pięć oznakowanych szlaków turystycznych o łącznej długości 19 km oraz trzy miejsca piknikowe.